# لوسی جی. آکوستا
لوسی جی. آکوستا (۴ اکتبر ۱۹۲۶ – ۸ مارس ۲۰۰۸) یک فعال مکزیکی-آمریکایی در لیگ شهروندان لاتین آمریکایی متحد (لولاک) بود. او به‌عنوان یک منصوب سیاسی تحت نظر شهرداران مختلف ال پاسو، تگزاس فعالیت داشت. او در سال ۱۹۸۷ به تالار مشاهیر زنان تگزاس راه یافت. جوایز بشردوستانه لوسی جی. آکوستا به افتخار او نام‌گذاری شده‌اند و از سال ۱۹۹۳ هر ساله اهدا می‌شوند.

## سال‌های اولیه
لوسی آکوستا با نام اصلی ماریا آنجلا سُکورو گریخالوا در ۴ اکتبر ۱۹۲۶ در میامی، آریزونا به دنیا آمد. پدرش، آپولونیو گریخالوا، سه سال پس از تولد او هنگام کار در یک معدن مس درگذشت. مادرش، ماریا سُکورو، از شرکت معدنی مستمری دریافت کرد و به ال پاسو نقل مکان نمود و سپس با دیوید پینیا، یک آجرچین محلی، ازدواج کرد. لوسی در مدارس عمومی محلی تحصیل کرد و در فعالیت‌های ورزشی شرکت داشت. او همچنین به شورای دانش‌آموزی دبیرستان بویی در ال پاسو، تگزاس پیوست و در سال ۱۹۴۳ در میان ده نفر برتر کلاس خود فارغ‌التحصیل شد. وی در سال ۱۹۴۵ از مدرسه بین‌المللی کسب‌وکار فارغ‌التحصیل شد.

## حرفه
آکوستا عضویت خود را در لولاک در سال ۱۹۵۷ آغاز کرد و شورای بانوان شماره ۳۳۵ را در این سازمان بازسازی نمود. این شورا به زنان سالمند غذا می‌رساند و بورسیه‌هایی را برای دانش‌آموزان محلی تأمین می‌کرد. از طریق این شورا، او بودجه‌ای برای پرداخت مالیات‌های انتخاباتی جمع‌آوری کرد و لاتین‌تبارها را برای رأی‌دادن ثبت‌نام کرد. او در کارزار انتخاباتی ریموند تِیِس برای رسیدن به مقام اولین شهردار مکزیکی-آمریکایی ال پاسو فعالیت داشت. تیِس و شهرداران بعدی، آکوستا را به پست‌های مختلفی در دولت‌های خود منصوب کردند.
در سال ۱۹۷۲، آکوستا به انجمن وکلای حوزه ۱۷ آزمون‌گران حقوق منصوب شد و اولین زن و غیرحقوق‌دان در تاریخ کانون وکلای تگزاس بود که این انتصاب را دریافت کرد. او همچنین اولین زنی بود که به هیئت امنای کالج اجتماعی ال پاسو انتخاب شد و نخستین زن در تاریخ ال پاسو بود که به عنوان کمیسر خدمات کشوری منصوب گردید. در سال‌های ۱۹۶۳ و ۱۹۷۳، او به عنوان زن برجسته ملی سال در لولاک انتخاب شد. آکوستا نخستین عضو زن کمیسیون خدمات کشوری ال پاسو بود.
آکوستا در سال ۱۹۷۶ پروژه آمیستاد را هم‌بنیان‌گذاری کرد؛ این برنامه برجسته خدمات اجتماعی برای کمک به سالمندان و افراد دارای معلولیت در جامعه ال پاسو طراحی شده بود. او همچنین به مدت دو و نیم دهه به عنوان مدیر اجرایی این پروژه فعالیت کرد. فرماندار بیل کلمنتس در سال ۱۹۸۰ آکوستا را به کمیته مشورتی تگزاس برای کنفرانس کاخ سفید درباره خانواده‌ها منصوب کرد. در سال ۱۹۸۲، سازمان یونایتد وی او را با نخستین جایزه سالانه خدمات داوطلبانه مفتخر کرد. سایر خدمات او شامل مشارکت در سازمان‌هایی بود که بر سالمندی، رفاه کودکان، آموزش و امنیت غذایی تمرکز داشتند. او همچنین دریافت‌کننده جوایز فاتح ال پاسو و رز زرد تگزاس بود. در سال ۱۹۹۳، رأی‌دهندگان شهرستان ال پاسو، آکوستا را به عنوان رئیس اداره مسکن این شهرستان انتخاب کردند.

## زندگی شخصی
در سال ۱۹۴۸، لوسی با آلخاندرو آکوستا، کهنه‌سرباز جنگ جهانی دوم و همکلاسی‌اش در دبیرستان بویی ازدواج کرد. او همچنین در جنگ کره خدمت کرده بود. این زوج صاحب دو پسر به نام‌های آلخاندرو جونیور و دنیل شدند.

## درگذشت و میراث
آکوستا در ۸ مارس ۲۰۰۸ در ال پاسو، تگزاس درگذشت و در گورستان رستلَن پارک به خاک سپرده شد. او عضو تالار مشاهیر لولاک، تالار مشاهیر زنان تگزاس و تالار مشاهیر کمیسیون زنان ال پاسو بود. خیابانی در ال پاسو به نام لوسی آکوستا وِی به افتخار او نام‌گذاری شده است. هر سال، پروژه آمیستاد جوایز بشردوستانه لوسی جی. آکوستا را اهدا می‌کند که آخرین بار در ۲۷ آوریل ۲۰۱۸ اعطا شد و این جایزه از سال ۱۹۹۳ به نام او نام‌گذاری شده است.